# Buffalo Bills 1989
La stagione 1989 dei Buffalo Bills è stata la 20ª della franchigia nella National Football League, la 30ª complessiva. Sotto la direzione del capo-allenatore Marv Levy, la squadra terminò con un record di 9-7, vincendo la propria division per il secondo anno consecutivo. Nei playoff fu eliminata nel divisional round dai Cleveland Browns.
La squadra fu soprannominata Bickering Bills (bickering in inglese significa "battibecco") a causa del gran numero di conflitti all'interno della stessa. Durante una sconfitta nel Monday Night Football contro i Denver Broncos, Jim Kelly fu visto gridare contro il wide receiver Chris Burkett; fu l'ultima partita di Burkett con la squadra, venendo svincolato poco dopo la partita.
Kelly si infortunò in una netta sconfitta nella settimana 5 contro gli Indianapolis Colts per il quale si scagliò contro la linea offensiva—in particolare l'offensive tackle Howard Ballard.
Nella settimana che precedette la gara dell'ottavo turno contro Miami, gli assistenti allenatori Tom Bresnahan e Nick Nicolau vennero alle mani mentre stavano riguardando il filmato di una partita.
Il più grande colpo avvenne quando il running back titolare Thurman Thomas, quando gli fu chiesto delle critiche di Kelly, e in particolare della capacità di ricezione del running back Ronnie Harmon, criticò Kelly stesso a uno spettacolo televisivo a Rochester, New York. Quando gli fu chiesto in che ruolo i Bills avrebbero potuto migliorare, Thomas rispose: "Quarterback." Thomas inizialmente affermò che si fosse trattato di uno scherzo ma in seguito, apparendo nello spettacolo Budweiser Sportsline di Paul Maguire, affermò che la squadra non aveva apprezzato le critiche pubbliche di Kelly e che Kelly avrebbe dovuto migliorare il suo livello di gioco.

## Roster
| Roster dei Buffalo Bills nel 1989 |
| --- |
| Quarterback - 8 Stan Gelbaugh - 12 Jim Kelly - 14 Frank Reich Running Back - 23 Kenneth Davis - 33 Ronnie Harmon - 28 Larry Kinnebrew FB - 39 Jamie Mueller FB - 34 Thurman Thomas Wide Receiver - 82 Don Beebe - 85 Chris Burkett - 80 Flip Johnson - 86 James Lofton - 83 Andre Reed - 89 Steve Tasker Tight End - 84 Keith McKeller - 88 Pete Metzelaars - 87 Butch Rolle Offensive Linemen - 75 Howard Ballard OT - 61 Leonard Burton OT - 65 John Davis OG - 70 Joe Devlin OG - 67 Kent Hull C - 63 Adam Lingner C - 51 Jim Ritcher OG - 69 Will Wolford OT Defensive Linemen - 94 Mark Pike DE - 98 Elston Ridgle DE - 96 Leon Seals DE - 76 Fred Smerlas NT - 78 Bruce Smith DE - 72 Art Still DE - 91 Jeff Wright NT Linebacker - 54 Carlton Bailey OLB - 55 Cornelius Bennett OLB - 50 Ray Bentley ILB - 90 Tim Cofield - 58 Shane Conlan ILB - 57 Matt Monger OLB - 97 Scott Radecic LB - 56 Darryl Talley OLB Defensive Back - 29 Derrick Burroughs CB - 21 Wayne Davis CB - 45 Dwight Drane S - 22 John Hagy S - 26 Chris Hale CB - 47 Kirby Jackson CB - 38 Mark Kelso S - 37 Nate Odomes CB - 46 Leonard Smith S - 20 Mickey Sutton CB - 22 Erroll Tucker CB Special Team - 5 Kerry Brady K - 4 John Kidd P - 11 Scott Norwood K |
| Legenda - I rookie sono in corsivo. - Il primo ruolo è il principale mentre gli eventuali successivi indicano i ruoli secondari. - (IR) sta per Injured Reserve ed indica la lista ristretta per un solo giocatore infortunato che può tornare ad allenarsi dopo la settimana 6 e a rientrare in prima squadra dopo che questa ha giocato 8 partite. - (NF-Inj.) / (NF-Ill.) stanno rispettivamente per Non-Football Injured e Non-Football Illness ed indicano le liste dove viene inserito un giocatore che ha un infortunio o una malattia non dipendente dal football americano. - (PUP) sta per Physically Unable to Perform ed indica la lista dove viene inserito un giocatore mentre è in attesa di recuperare la condizione fisica. Nella stagione regolare dopo la sesta partita giocata dalla propria squadra, il giocatore ha tempo tre settimane per riprendere ad allenarsi, più tre settimane aggiuntive dal suo rientro agli allenamenti per rientrare in prima squadra. |

Fonte:

## Calendario
| Stagione regolare |                   |                         |           |        |                               |          |
| Turno             | Data              | Avversario              | Risultato | Record | Stadio                        | Pubblico |
| 1                 | 10 settembre 1989 | at Miami Dolphins       | V 27–24   | 1–0    | Joe Robbie Stadium            | 54,541   |
| 2                 | 18 settembre 1989 | Denver Broncos          | S 14–28   | 1–1    | Rich Stadium                  | 78,176   |
| 3                 | 24 settembre 1989 | at Houston Oilers       | V 47–41   | 2–1    | Astrodome                     | 57,278   |
| 4                 | 1º ottobre 1989   | New England Patriots    | V 31–10   | 3–1    | Rich Stadium                  | 78,921   |
| 5                 | 8 ottobre 1989    | at Indianapolis Colts   | S 14–37   | 3–2    | Hoosier Dome                  | 58,890   |
| 6                 | 16 ottobre 1989   | Los Angeles Rams        | V 23–20   | 4–2    | Rich Stadium                  | 76,231   |
| 7                 | 22 ottobre 1989   | New York Jets           | V 34–3    | 5–2    | Rich Stadium                  | 76,811   |
| 8                 | 29 ottobre 1989   | Miami Dolphins          | V 31–17   | 6–2    | Rich Stadium                  | 80,208   |
| 9                 | 5 novembre 1989   | at Atlanta Falcons      | S 28–30   | 6–3    | Atlanta–Fulton County Stadium | 45,267   |
| 10                | 12 novembre 1989  | Indianapolis Colts      | V 30–7    | 7–3    | Rich Stadium                  | 79,256   |
| 11                | 19 novembre 1989  | at New England Patriots | S 24–33   | 7–4    | Sullivan Stadium              | 49,663   |
| 12                | 26 novembre 1989  | Cincinnati Bengals      | V 24–7    | 8–4    | Rich Stadium                  | 80,074   |
| 13                | 4 dicembre 1989   | at Seattle Seahawks     | S 16–17   | 8–5    | Kingdome                      | 57,682   |
| 14                | 10 dicembre 1989  | New Orleans Saints      | S 19–22   | 8–6    | Rich Stadium                  | 70,037   |
| 15                | 17 dicembre 1989  | at San Francisco 49ers  | S 10–21   | 8–7    | Candlestick Park              | 60,927   |
| 16                | 23 dicembre 1989  | at New York Jets        | V 37–0    | 9–7    | The Meadowlands               | 21,148   |

## Playoff
| Stagione regolare |           |                     |           |        |                   |          |
| Turno             | Data      | Avversario          | Risultato | Record | Stadio            | Pubblico |
| Divisional        | 6 gennaio | at Cleveland Browns | S 30–34   | 0–1    | Cleveland Stadium | 77.706   |

## Classifiche
| AFC East             |   |    |   |      |     |      |     |     |     |
|                      | V | S  | P | %    | DIV | CONF | PF  | PS  | STR |
| Buffalo Bills(3)     | 9 | 7  | 0 | .563 | 6–2 | 8–4  | 409 | 317 | V1  |
| Indianapolis Colts   | 8 | 8  | 0 | .500 | 4–4 | 7–5  | 298 | 301 | S1  |
| Miami Dolphins       | 8 | 8  | 0 | .500 | 4–4 | 6–8  | 331 | 379 | S2  |
| New England Patriots | 5 | 11 | 0 | .313 | 4–4 | 5–7  | 297 | 391 | S3  |
| New York Jets        | 4 | 12 | 0 | .250 | 2–6 | 3–9  | 253 | 411 | S3  |